# Castillo de los Pico
El Castillo de los Pico (en italiano el Castello dei Pico) es un castillo en el centro de la ciudad de Mirandola, en la provincia de Modena, Italia.
Famoso en Europa como una fortaleza inexpugnable,  perteneció a la Casa de Pico de la Mirandola, que gobernó la ciudad durante cuatro siglos (1311-1711) y que la enriquecieron en el periodo del Renacimiento con importantes piezas de arte.
El castillo, que domina la larga plaza Costituente y el bulevar Circonvallazione (construido en lugar de las antiguas murallas, demolidas durante el siglo XIX), fue restaurado en 2006 después de muchos años de abandono, pero luego fue severamente dañado por los terremotos del norte de Italia de 2012, que lo hicieron inutilizable nuevamente.

## Historia

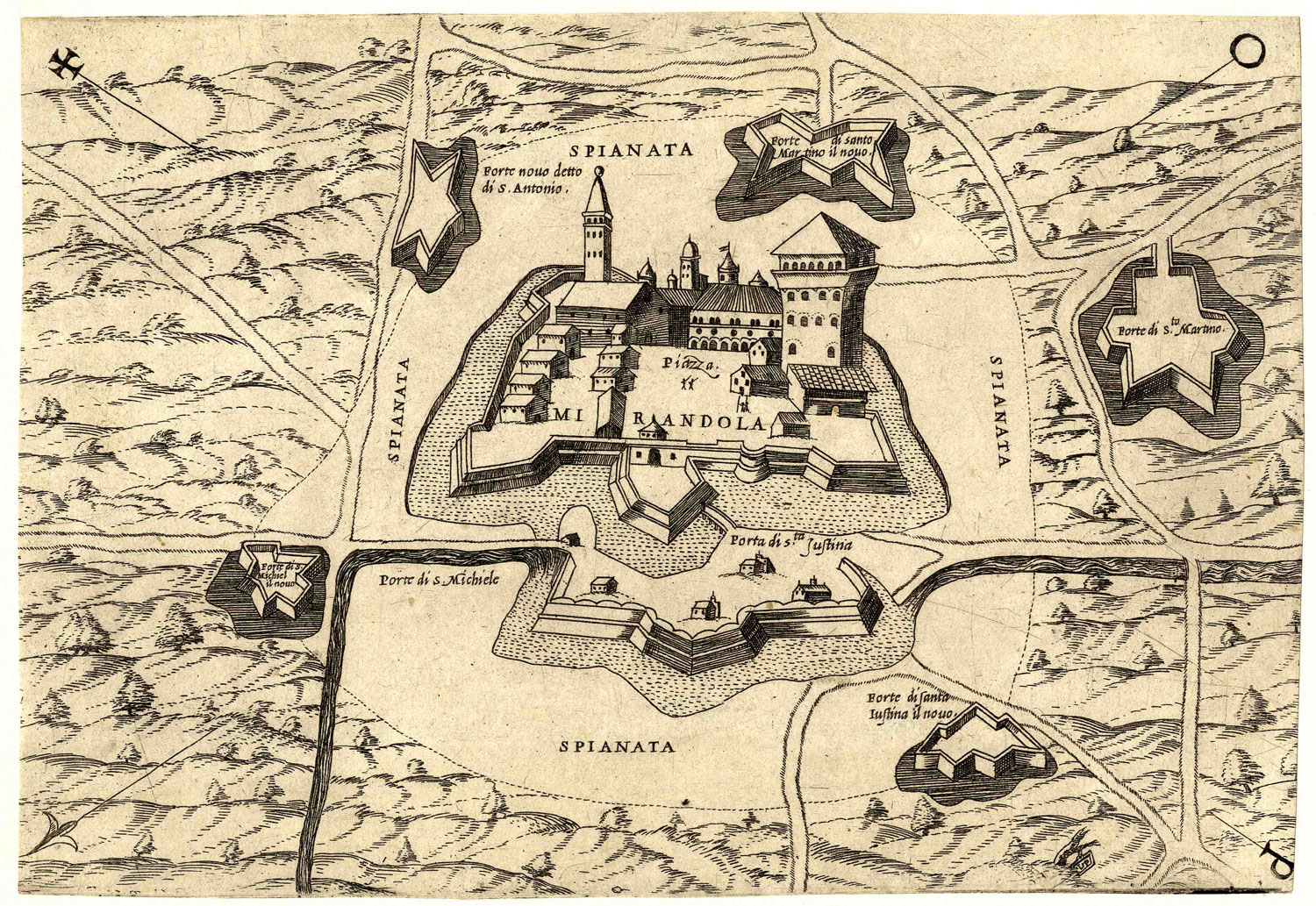
El castillo de Mirandola (c. 1550).

### Orígenes
El registro más antiguo sobre la existencia del castillo se remonta al año 1102, aunque probablemente el sitio fue un asentamiento primitivo durante la era de los lombardos y alrededor del año 1000.
El castillo estaba localizado en una posición estratégica a lo largo de la ruta Imperial Romea (que conectaba Alemania con Roma), y más tarde fue expandido para formar un gran cuadrilátero rodeado por un foso.

### Periodo derenacimiento
En 1500 Juan Francisco Pico de la Mirandola construyó la fortaleza masiva llamada il Torrione, conocida por ser invencible; la ciudad estuvo sitiada varias veces, incluido el asedio más famoso en el invierno de 1510-1511 por el Papa Julio II y el asedio de 1551 por Papa Julio III.
La familia Pico obtuvo el título de duques en 1617 y enriqueció su castillo, hasta que se convirtió en uno de los más importantes y suntuosos de la Llanura Padana. Entre las obras de arte más importantes reunidas en el ala llamada La Galleria Nuova (la Nueva Galleria)  había varias pinturas de los venecianos Jacopo Palma il Giovane y Sante Peranda.
El castillo recibió al Papa Julio II, al emperador Leopoldo I, a Aldo Manucio, Borso de Este y Hércules I de Este, Rodolfo Gonzaga, y al emperador Francisco I.

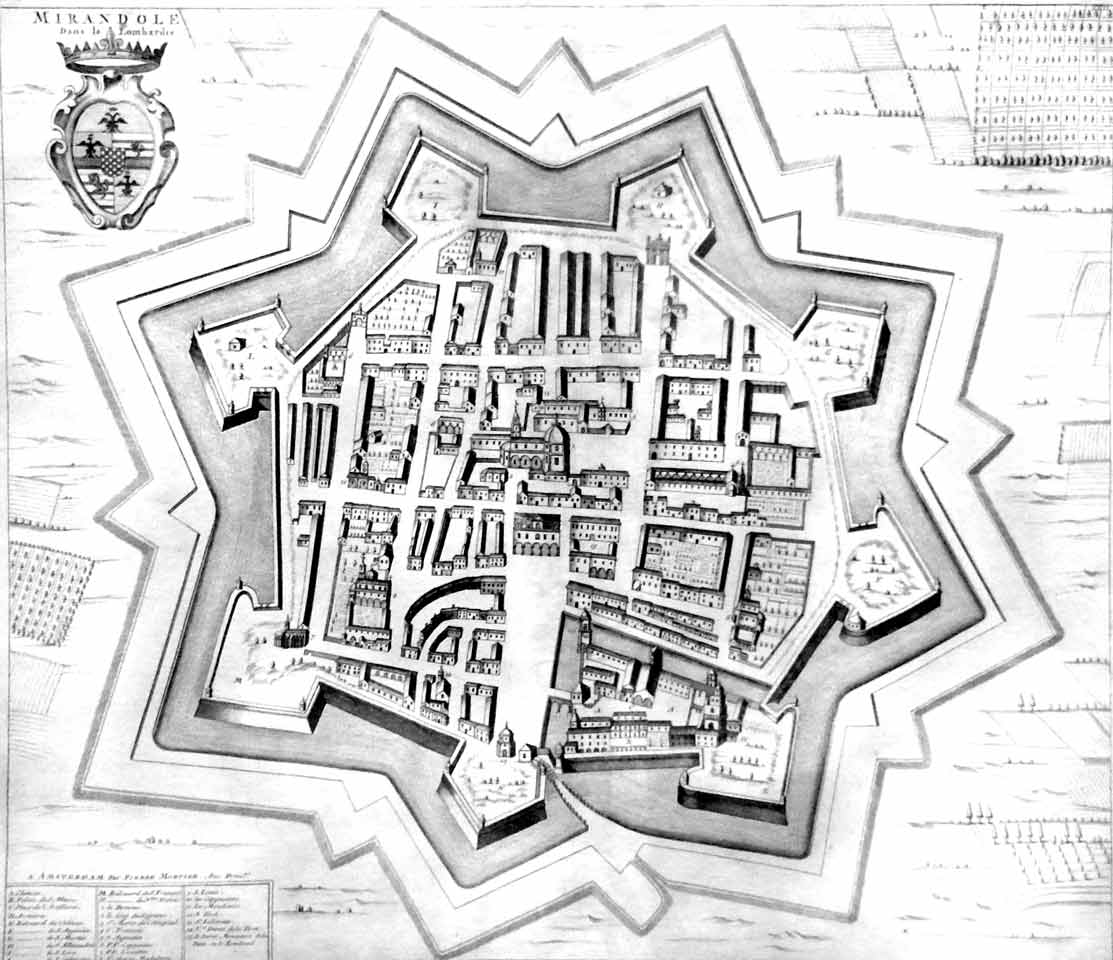
Muros de Mirandola en.

### Decadencia
Después de que la Casa de Este se hizo cargo en 1711, la ciudad de Mirandola comenzó a decaer. Unos años más tarde, debido a un rayo, en 1714 el estallido de artillería y pólvora en la fortaleza destruyó gran parte del castillo y dañó gravemente todos los edificios e iglesias en el centro de ciudad. Hacia finales del siglo XVIII, los Duques de Módena destruyeron muchas otras partes del castillo. 

### Era moderna
El 24 de febrero de 1867, el gobierno italiano estableció que el cinturón urbano de la ciudad de Mirandola dejaba de ser considerado una obra fortificada, dejando de estar sujeto a la servidumbre militar de la tierra adyacente a las obras mismas.
A principios del siglo XX, alrededor de la década de 1930, el ayuntamiento intentó reconstruir la antigua fortaleza del castillo (destruida por el fuego en 1714), creando una enorme torre neogótica con vistas a la plaza principal. La torre moderna se caracteriza por merlones, típicos de la facción proimperial de los Gibelinos.
Después de la Segunda Guerra Mundial el castillo estuvo habitado por 52 familias (aproximadamente 200 personas), mientras que los salones se utilizaron para fiestas y carnavales. Después de años de degradación y negligencia, el castillo fue restaurado y reabierto al público en 2006, con un nuevo Museo Cívico y un centro cultural, que incluyen un auditorio y otros espacios de exhibición.

### Terremotos de 2012
Debido a los graves daños sufridos después del terremoto Emilia de 2012 (estimado en unos 10 millones de euros sólo para la propiedad municipal), el castillo se ha vuelto inhabitable y fue cerrado el acceso de  turistas. Después de que el ministro de Cultura y Turismo Massimo Bray prometiera el regreso del patrimonio histórico-artístico-cultural de Mirandola, en abril de 2016, cuatro años después del terremoto, el ayuntamiento aprobó un primer plan de recuperación, con un gasto estimado de 4 millones de euros financiados por la región de Emilia-Romagna.
El daño al sector reconstruido en el siglo XX asciende a 600 000 euros, mientras sólo la seguridad había costado 400 000 euros.
Todas las colecciones de mapas cartográficos antiguos y monedas de oro fueron temporalmente transferidos a la bóveda del banco del Unicredit en Modena, mientras todas las pinturas se encuentran temporalmente albergadas en el Ducal Palacio de Sassuolo.

## Descripción

### Palacio Ducal de Mirandola

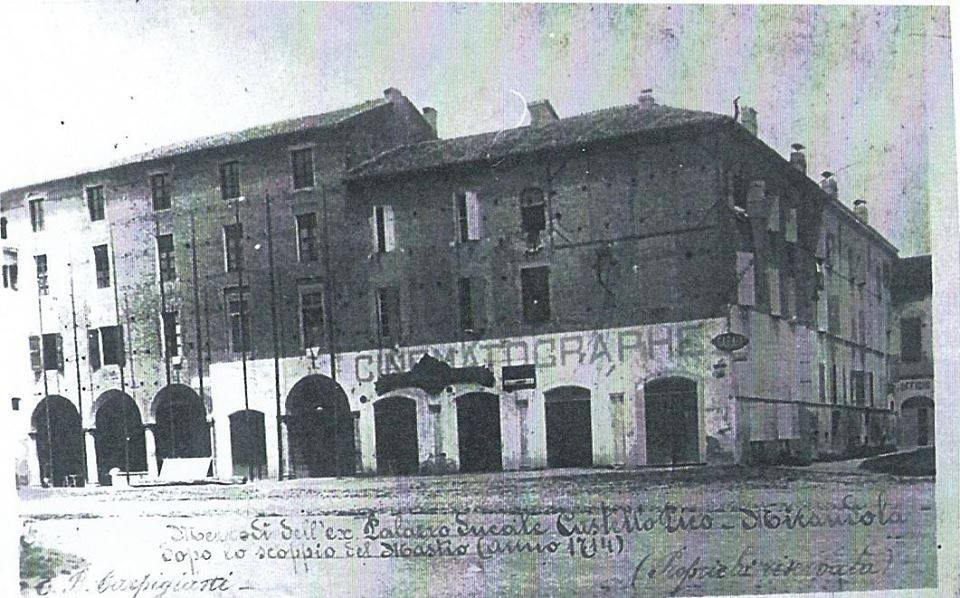
Palacio Ducal de Mirandola, parte del castillo Pico (principio de).

La estructura original más grande que sobrevive del castillo de la familia Pico son los restos del palacio Ducal, que denomina el lado del sur del castillo, frente al Teatro Nuovo. Antiguamente, en este ensanchamiento de la plaza Costituente, se organizó el mercado de los caballos. La fachada está caracterizada por un pórtico noble que descansa sobre diez columnas de mármol rosa, hecho en nombre de Alejandro I Pico. Desde el pórtico, a través de una puerta arqueada perfilada en sillar, se encuentra la entrada al patio interior y la "Galleria Nuova". En la parte occidental del edificio están los restos del "bastión del castillo" del siglo XVI, reforzado en 1576 por Fulvia da Correggio y conectado a los poderosos muros con un plan estrellado con 8 puntas que defendían la ciudad.
En el primer piso del palacio ducal,  se encuentra el majestuoso Salón de los Carabini, con decoraciones de siglo XVII, que albergaba el Museo Cívico.

### Prisiones
Desde la planta baja, descendiendo unos escalones, se encuentran las prisiones, hechas de mampostería gruesa con una bóveda de cañón, en cuyas paredes gruesas son visibles textos y dibujos hechos por prisioneros. Junto a las prisiones, se creó otro espacio para exposiciones transitorias.

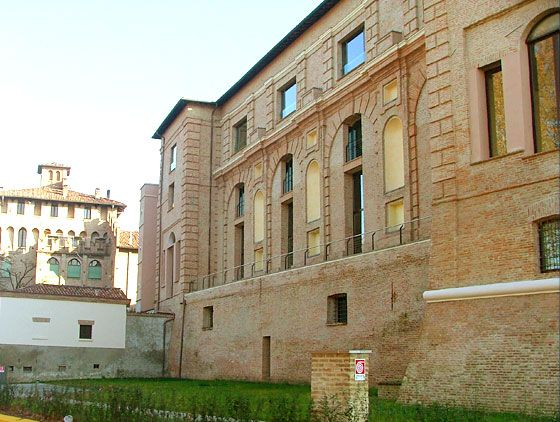
La fachada del norte de Galleria Nuova, inmediatamente después de su restauración en 2006. En el fondo se observa el macizo Torrione (versión construida en 1930).

### Galleria Nuova
El cuerpo central del castillo está formado por la magnífica "Galleria Nuova" (la Nueva Galería) cuya fachada norte fue erigida por el duque Alessandro II Pico della Mirandola en 1668. La Nueva Galería, que domina desde arriba del bulevar Circonvallazione, consta de una elegante y noble logia, cerrada a los lados por dos edificios, perfilados en sillar y con grandes y armoniosas ventanas seriales tripartitas.
La Nueva Galería fue pintada al fresco por Biagio Falcieri y dispuesta para albergar una preciosa galería de imágenes compuesta por encima de 300 obras de artistas extraordinarios como Leonardo da Vinci, Raphael, Caravaggio, Tiziano, Paolo Veronese, y muchos otros) adquiridos en noviembre de 1688 por el duque Alessandro II Pico del abogado Giovan Pietro Curtoni de Verona (1600-1656) en el precio de 15 000 ducados venecianos.
Muchas de estas obras maestras fueron vendidas en Bolonia por el último duque Francesco Maria II Pico para mantenerse durante su exilio, otros se perdieron con la devastadora explosión de la fortaleza en 1714, mientras otras obras (incluidos muchos retratos de Pico y las pinturas de los ciclos "Edad del mundo" e "Historia de la psique" de Sante Peranda) fueron llevados en 1716 al Palacio Ducal de Mantua, donde todavía se encuentran hoy en día. Otras obras de arte se encuentran en la Galería Estense en Modena.

### Fortaleza
La fortaleza, conocida como Torrione, era una torre impresionante diseñada por Giovanni Marco Canozi de Lendinara (hijo de Lorenzo Canozi) y fue construida en 1499-1500 durante Giovanni Francesco II Pico.

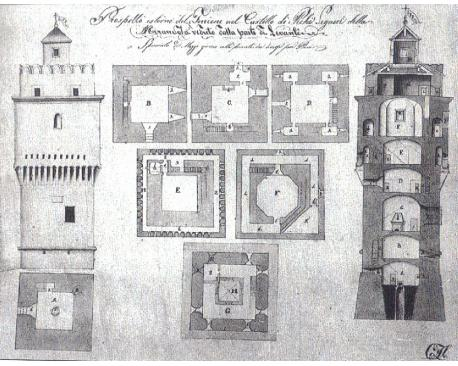
Plano del Torrione, destruido en 1714.

La torre, que tenía paredes de 6 m de grosor y 48 metros altura, se consideraba inexpugnable porque estaba completamente separada y aislada del castillo: sólo se podía acceder a ella a través de un puente levadizo localizado en el tercer piso. 

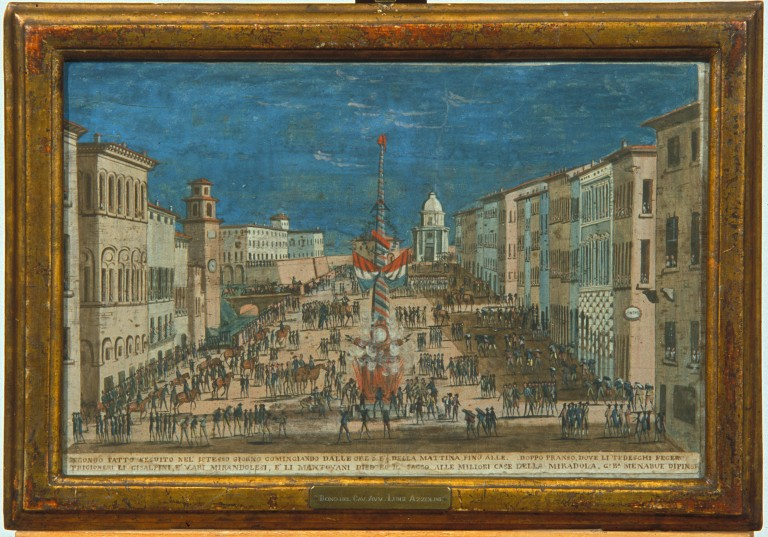
La plaza principal de Mirandola 1799: las fortificaciones del castillo y la torre de reloj son todavía visibles del lado izquierdo.

En la noche del 11 de junio de 1714, durante una tormenta eléctrica alrededor de la 1:30, un relámpago golpeó el techo de la torre, causando que el depósito de pólvora explora con los 270 barriles de pólvora que almacenaba. La onda expansiva causó daños muy graves en toda la ciudad y marcó el comienzo del declive de Mirandola. Los preciosos archivos estatales del Ducado de Mirandola casi se pierden: una leyenda dice que los habitantes de la Mirandola reutilizaron durante meses los antiguos documentos de la familia Pico para envolver alimentos.
En 1783, Ercole III d'Este, duque de Modena ordenó la posterior demolición del Palacio Ducal de Mirandola, la bajada de los muros estrellados de la ciudad y el entierro de los fosos. Poco después, todas las otras torres fueron derribadas (excepto la Torre del Reloj en la plaza principal) y algunas fortificaciones fuera de los muros. Otras demoliciones de las murallas de la ciudad tuvieron lugar durante la era napoleónica, mientras que la desaparición definitiva de todas las fortificaciones (paredes y murallas) data atrás al periodo de 1876 a 1896 como una decisión de la administración municipal para combatir el desempleo: la tierra liberada, los hallazgos históricos medievales encontrados y el material resultante fueron vendidos.

### Torre di Piazza

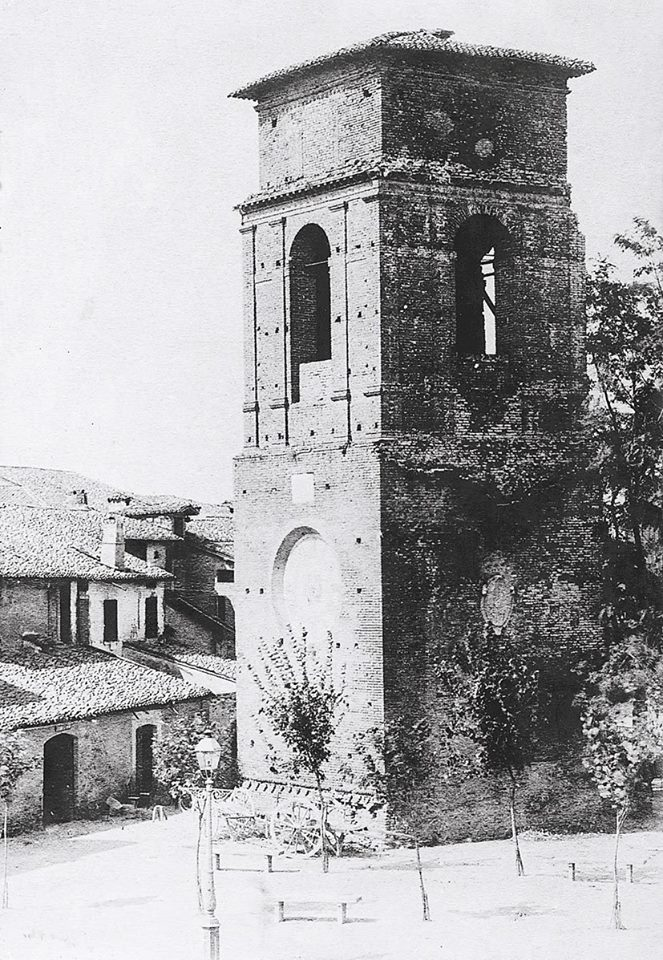
La Torre de Reloj, derribada en 1888

La Torre de Plaza (Torre di Piazza), más tarde llamada Torre de las Horas (Torre delle Mena) o Torre del Reloj (Torre dell'Orologio), estaba localizada en el extremo del noreste del castillo y daba directamente a la Plaza Costituente de hoy, luego al Teatro Nuovo en la esquina con la calle Giovanni Tabacchi, es decir, en el punto exacto donde se encontraba el quiosco de periódicos (ahora convertido en una ventana de exposición) estuvo localizado. En 1837 el alcalde de Mirandola, conde Felice Ceccopieri, transfirió el reloj de la torre al Ayuntamiento de Mirandola. La torre, el último sobreviviente restante de la fortaleza Mirandola, fue inesperadamente derribada en 1888, ya que consideraba un sitio  de decadencia.
Antes del terremoto de 2012, la administración municipal planeaba reconstruir "en estilo moderno"  la torre, la cual sería una referencia para el resurgimiento del núcleo histórico de la ciudad.

### Teatro Greco
En 1789, el conde Ottavio Greco Corbelli solicitó y obtuvo del duque Ercole III d'Este la instalación de un teatro moderno dentro del castillo de Mirandola, donde las milicias del Ducado de Modena se encontraban en ese momento.
Para este teatro, basado en un proyecto del arquitecto Giuseppe Maria Soli, se adaptaron dos salas, creando un salón decorado con tres niveles de palcos y con un foso en forma de herradura. También se prepararon, grandes aparatos escénicos, como lo requería la tradición teatral de finales del siglo XVIII. El Teatro Greco Corbelli, inauguró oficialmente el 29 de septiembre de 1791, cayó en decadencia en las últimas dos décadas del siglo XIX hasta su clausura en 1894.
Sin embargo, las crónicas locales registraban una proyección cinematográfica extraordinaria realizada el 31 de octubre de 1896 (la primera en Italia, justo un año después de los primeros experimentos de los hermanos Lumiere) por el inventor y fotógrafo de Mirandola Italo Pacchioni (quién nació dentro del castillo en 1872), considerado un pionero del cine italiano. Más recientemente, dentro del antiguo teatro Greco, se creó el Cinema Pico, cerrado a finales del década 1980.

## Exposiciones

### Museo cívico

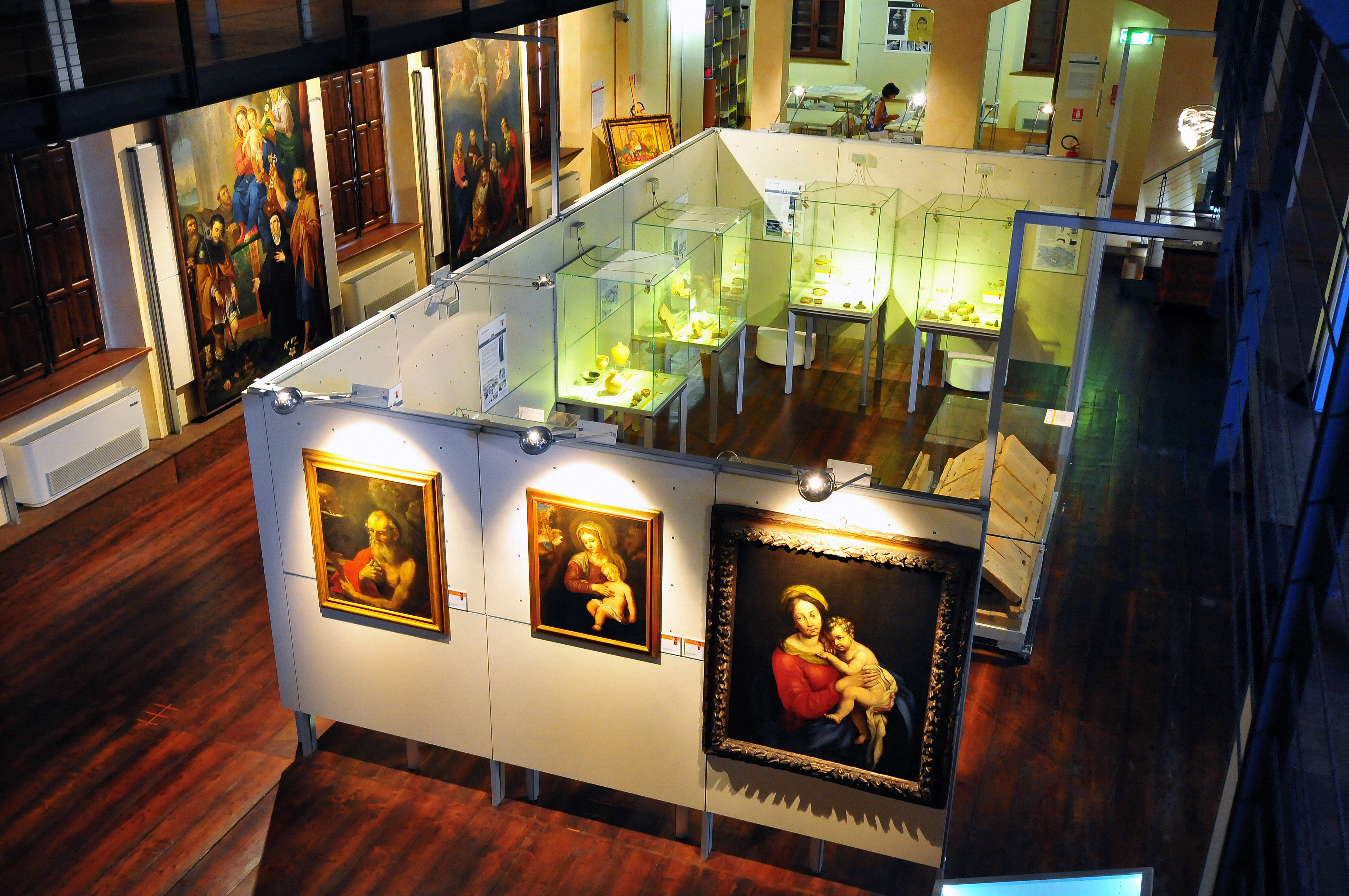
Museo cívico antes del terremoto de 2012.

En 2006, tras la reapertura del castillo Pico al público, el Museo Cívico de Mirandola fue reconstruido y dividido en 12 salas, dedicadas a los elementos arqueológicos encontrados en Mirandola, elementos religiosos, pinturas y mobiliario antiguo (incluida una bella Virgen y el Niño atribuidos a Guercino), numismática (monedas de la ceca de Mirandola y medallas de Pisanello y Niccolò Fiorentino).
Otras secciones del museo estuvieron dedicadas a la familia Pico y a los príncipes de la Casa de Este, con retratos antiguos que incluyen un retrato precioso de Alfonso IV de Este de Justus Sustermans y un retrato de Alessandro I Pico de Sante Peranda.
Una sala fue dedicada a Giovanni Pico della Mirandola, importante filósofo humanista del Renacimiento, y a su sobrino Juan Francisco Pico de la Mirandola, hombre de letras.
En la última parte del museo se exhibieron numerosos retratos de políticos y escritores del siglo XIX, así como una sección dedicada a la música y la orquesta municipal local.
El museo también se enriqueció con grabados del siglo XVI al siglo XX, diversos artículos del antiguo Monte de Piedad de los monjes franciscanos y una colección de reliquias militares (armas, escudos y armaduras de los siglos XV y XVI).

### Museo Biomédico
Desde 2010, el castillo fue sede permanente de la exposición itinerante "Mobilmed", que cuenta la historia del distrito biomédico de Mirandola, una importante fuente de ingresos para Mirandola. Sin embargo, tras los graves daños causados por el terremoto de 2012, la exposición se trasladó a la calle Odoardo Focherini.

### Cassa di risparmio di Fundación Mirandola
En el último piso del castillo estaba la sede de la Fondazione Cassa di Risparmio di Mirandola, cuyas instalaciones albergaron una rica colección  de impresiones y mapas históricos de la ciudad de Mirandola (parte del fondo Giulio Cesare Costantini) y armas antiguas del Ducado de Mirandola.

### Sala Leica
También en el piso superior estaba el Salón Leica, donde La Sociedad Fotográfica de Mirandola organizaba frecuentes exposiciones de fotografías artísticas, tomadas por profesionales y fanáticos de fotografía y las cámaras Leica.

## Referencias

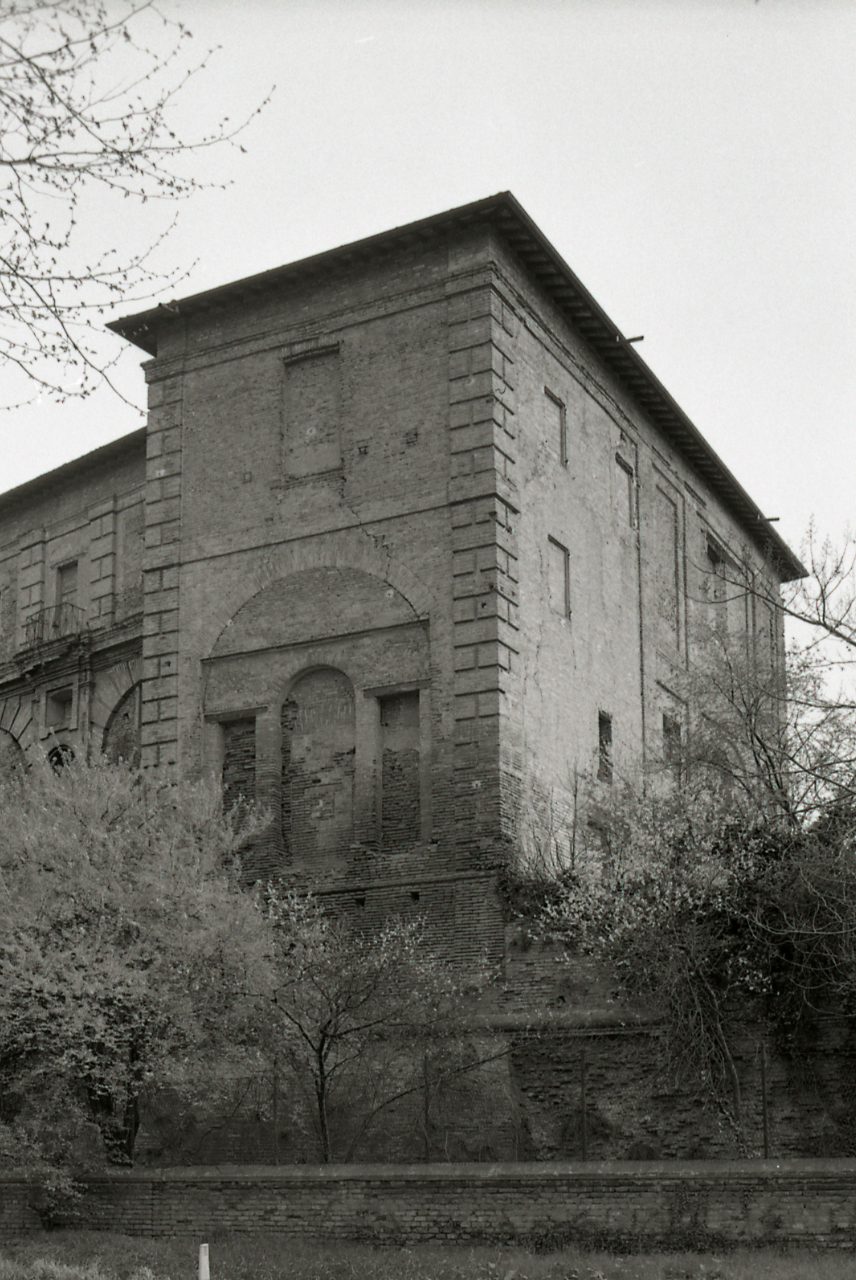
Ala oeste del castillo Pico (Paolo Monti, 1976)